# Lista de espécies da flora do Brasil

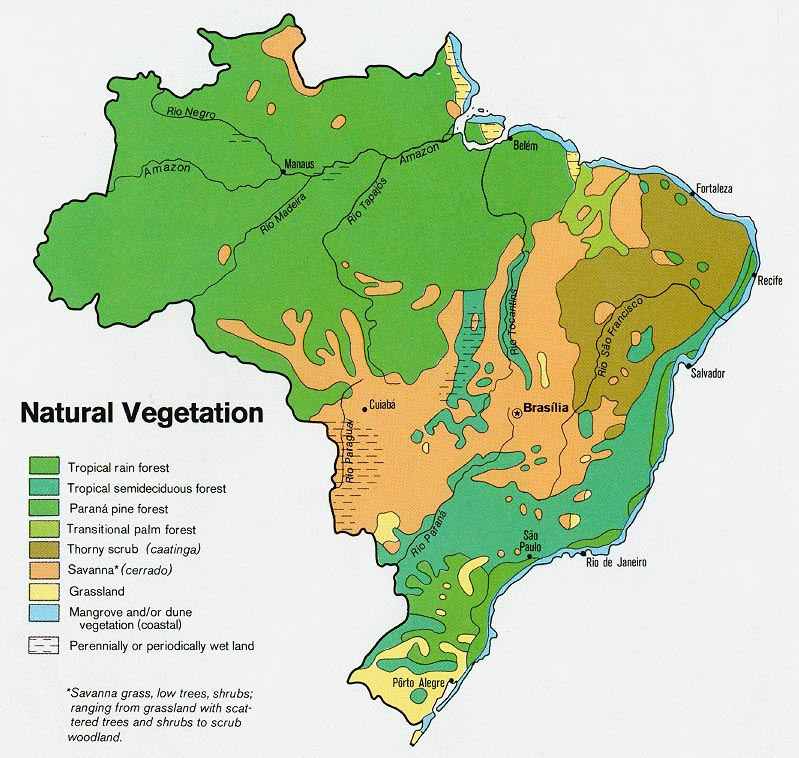
Tipos de vegetação natural do Brasil

A primeira versão da Lista de espécies da Flora do Brasil foi publicada no ano de 2010 e abrange um total de 40.982 espécies ocorrentes no Brasil, sendo 3.608 Fungos, 3.495 Algas, 1.521 de Briófitas, 1.176 Pteridófitas, 26 Gimnospermas e 31.156 Angiospermas. A Lista é constantemente atualizada e conta com mais de 500 taxonomistas como colaboradores trabalhando online em uma úica base de dados. Além do correto nome das espécies da flora brasileira, são oferecidos dados de distribuição geográfica, ambiente, forma de vida, imagens de espécimes de herbário e das plantas na natureza. As espécies ocorrem nos sete biomas brasileiros:
- Mata Atlântica
- Campos Sulinos
- Cerrado
- Caatinga
- Pantanal
- Amazônia

## História da criação
A implementação da Estratégia Global para a Conservação de Plantas (GSPC), é um de uma série de compromissos assumidos pelo Brasil, país signatário da Convenção sobre a Diversidade Biológica (CDB), perante a comunidade internacional. Das 16 metas estabelecidas pela GSPC, a primeira é a elaboração de uma "lista funcional amplamente acessível das espécies conhecidas de plantas de cada país, como um passo para a elaboração de uma lista completa da flora mundial".
O Jardim Botânico do Rio de Janeiro foi então designado pelo Ministério do Meio Ambiente  para coordenar a elaboração da Lista de Espécies da Flora do Brasil.
Em setembro de 2008 foi realizado um encontro no Jardim Botânico do Rio de Janeiro, que contou com a participação de 17 taxonomistas de diferentes instituições de todo o país. Nesta reunião, foi estabelecido o comitê organizador, os coordenadores de cada grupo taxonômico e as informações que deveriam ser disponibilizadas para cada táxon.

## Mata Atlântica
419 gêneros e 17.624 espécies foram considerados endêmicos da Mata Atlântica.